# Symfonie nr. 4 (David)
Johann Nepomuk David voltooide zijn Symfonie nr. 4 opus 39 in 1948. Hij zou in totaal acht symfonieën schrijven.
J.N. David schreef de eerste versie van dit werk in de periode juli 1942 tot voorjaar 1943. Hij had volgens correspondentie aan zijn leerling Helmut Hilpert een extravagant werk voor ogen; er zouden twee volledig bezette strijkorkest ingezet moeten worden met in de blazerssectie met zeven trombones en hij schreef zeven pauken voor. Hij kondigde in december 1942 aan dat het werk bijna af was. De inkt was nog niet droog, toen zijn huis in Leipzig werd getroffen door een bombardement (4 december 1943). De componist liep nog zijn brandende huis in, raapte wat manuscripten bij elkaar waarvan hij dacht dat die van zijn vierde symfonie waren, maar eenmaal buiten bleek hij die toch achter te hebben gelaten. Hij probeerde vanuit zijn herinneringen de symfonie te herschrijven, maar kwam niet verder dan een ricercare (opus 33) voor een aanmerkelijk kleinere bezetting, waarvan een manuscript bewaard is gebleven. De definitieve versie van deze Symfonie nr. 4 schreef David in de periode 24 juni tot en met 2 september 1948; het kreeg een gangbare orkestbezetting mee. David had toen een lange periode van ziekte achter de rug, waarbij hij soms werd opgenomen in een sanatorium.
De première vond plaats in de congreshal van Leipzig; de dirigent Franz Konwitschny leidde het Gewandhausorchester op 13 oktober 1949, nadat eerder een uitvoering had plaatsgevonden van de versie voor twee piano’s. Er kwamen nog enkele uitvoeringen in Duitsland en Oostenrijk, maar de componist raakte met zijn werken eigenlijk geheel in de vergetelheid. Een particuliere stichting probeert de interesse in zijn werk levendig te houden.
Het werk komt in de klassieke vierdelige opzet:
1. Adagio (alla breve) – Nicht schleppen
2. Allegro moderato – Nicht eilen, ziehende Halbe
3. Scherzo – Ohne Hast
4. Moderato (alla breve)

Orkestratie:
- 3 dwarsfluiten, 2 hobo’s, 2 klarinetten,  2 fagotten, 1 contrafagot
- 4 hoorns, 2 trompetten, 3 trombones
- pauken, percussie, 1 harp
- violen, altviolen, celli, contrabassen